# Dantona congressa
Dantona congressa är en fjärilsart som beskrevs av Walker 1858. Dantona congressa ingår i släktet Dantona och familjen nattflyn. Inga underarter finns listade i Catalogue of Life.